# Absolute Music 25
Absolute Music 25 er en kompilation i serien Absolute Music udgivet den 17. november 2000.

## Spor
1. S.O.A.P. – "S.O.A.P. Is In The Air"
2. Cartoons – "Diddley-Dee"
3. Spiller – "Groovejet (If This Ain't Love)"
4. Craig David – "7 Days"
5. Prima Donna feat. Linda Scott – "Dam Da Dam (Why Haven't I Told You)"
6. Spice Girls – "Holler"
7. A1 – "Take On Me"
8. Ronan Keating – "Life Is A Rollercoaster"
9. ATC – "My Heart Beats Like A Drum (Dam Dam Dam)"
10. Beatchuggers feat. Eric Clapton – "Forever Man (How Many Times?)"
11. Christina Aguilera – "Come On Over Baby (All I Want Is You)"
12. Creamy – "I Do I Do I Do"
13. Erasure – "Freedom"
14. Sonique – "Sky"
15. DJ Aligator Project – "Turn Up The Music"
16. Britney Spears – "Lucky"
17. *NSYNC – "It's Gonna Be Me"
18. Barry White – "Let The Music Play"
19. Bonustrack: Tubby Gold – "Have You Ever Been Told?"